# Pseudococculina
Pseudococculina is een geslacht van weekdieren uit de klasse van de Gastropoda (slakken).

## Soorten
- Pseudococculina granulata Schepman, 1908
- Pseudococculina gregaria B. A. Marshall, 1986
- Pseudococculina rimula Simone & Cunha, 2003
- Pseudococculina rosea Habe, 1952
- Pseudococculina rugosoplicata Schepman, 1908
- Pseudococculina subcingulata (Kuroda & Habe, 1949)